# Flower (Kylie Minogue-dal)
A Flower című dal az ausztrál énekes-dalszerző Kylie Minogue 2012. szeptember 25-én megjelent kislemeze, melyet Minogue és Steve Anderson (Brothers in Rhythm) írta eredetileg Minogue X című stúdióalbumára, mely végül a The Abbey Road Sessions című albumon jelent meg. A dalt előadták a KylieX2008 turnén is.
A dalt 2011-ben rögzítették a londoni Abbey Road Stúdióban, a The Abbey Road Sessions című zenekari válogatásalbumhoz. A dal az album első kislemezeként jelent meg 2012. szeptember 25-én a Parlophone kiadásában. A dal stúdióverzióját 2012. szeptember 24-én mutatták be a BBC Radio 2-n. A dal pozitív kritikákat kapott a zenekritikusoktól, és a kritikusok élvezték a szöveges üzenetet és a produkciót is. A kislemezhez készült klipet először Minogue weboldalán keresztül mutatták be. 

## Összetétel
A "Flower" című dalt Steve Anderson (Brothers in Rhythm) és Minogue írták a 10. "X" című 2007-es stúdióalbumhoz. Azonban végül nem került fel a lemezre. Minogue a dalt még 2007-ben írta sok más dallal együtt, miközben mellrákos kezelésen esett át. Minogue úgy jellemezte a dalt, mint "szerelmes dalt annak a gyermeknek, akit valaha is kapok". Zeneileg a dal egy popballada, melyben zongora, hegesű, és dobok szerepelnek. Valamint egy akusztikus gitár. A Quietus a dalt egy "álmodó balladának" nyilvánította.
Sok zenekritikus úgy érezte, hogy a szöveges tartalom arról szól, hogy Minogue családot akar alapítani, és anya akar lenni, melyek a dalszövegben is megelevenednek: "Distant child, my flower. Are you blowing in the breeze? Can you feel me as I breathe life into you? I know one day you'll amaze me" . melyek az anyaság erős jelei voltak.

## Kritikák
A "Flower" általában pozitív értékeléseket kapott a zenekritikusoktól. A PerezHilton.com "szép számnak" nevezte. A Vibe a dalokat lenyűgöző altatódalnak is méltatta. Sarah Deen a Metro.co.uk munkatársa nagyon pozitívan nyilatkozott a dalról, és azt mondta: A dal határozottan a Kylie Minogue szerelmes dalok kategóriájába tartozik, sóvárgó dalszövegeivel, mely a szeretett személyt lány szellőhöz basonlítja. Herald Sun a dalt "romantikus balladának" nevezte. Bradley Stern a Muumuse-tól azt mondta: "Gyönyörű, és ahogyan korábban is mondtam, Kylie évek óta legsebezhetőbb pillanata". Jared az AllureofSoundtól nagyon pozitívan értékelte a dalt, öt csillagból ötöt adott rá, és azt mondta: "A Flower kétségtelenül Kylie egyik legnagyobb pillanata, tökéletesen kiegészíti a buja produkció".
A Hitfix azonban durván fogalmazott a dalról, és "szörnyű"-nek nevezte. Katie Hasty a HitFixtől a "Flower" és "Who We Are" című dalokat felülvizsgálta, és azt mondta, hogy a "Flower" csak a 90-es évek végére utal. [...] a buja hangszerelések és az ő lányos, fülledt hangjának keveréke miatt. Talán ez jó jel a zenekari Abbey Road Sessions számára. Azonban itt van a korábban kiadatlan "Flower" is.

## Kereskedelmi sikerek
Az Egyesült Királyságban úgy ítélték meg, hogy a "Flower" nem kerülhet fel a kislemezlistára. Ennek az az oka, hogy a dal ingyenes letöltésként szolgált, amikor a közönség előrendelte a The Abbey Road Sessions-t, és a felvételi kritériumok szerint a dal felkerülhet a slágerlistára, ha digitális letöltésként, és CD lemezként szolgál. Amikor azonban megjelent, a The Abbey Road Sessions, a dal a 96. helyre került 2012. november 4-én. A dal a 31. és 37. helyezést érte el a Belga Ultratip listán, Flandria és Vallónia listáin egyaránt. A dal az 51. helyen debütált a holland kislemezlistán.

## Videoklip
A dalt maga Kylie rendezte, majd kijelentette: "A videót szerettem volna én rendezni, mivel mindig is tudtam, hogyan akarom illusztrálni a dalt". A klipet az angliai Cornwallben forgatták 2012. augusztus 12-én fekete-fehér színben. Minogue egy széken feküdt, és csak egy hosszú fehér lepedő takarta, miközben a tükörbe néz, majd sétál a tengerparton, az erdőben, a mezőn, majd ül egy hintán, fekszik, és ül egy réten. Minogue hosszú, áttetsző ruhát viselt a klipben. 
A klip 2012. szeptember 25-én jelent meg a YouTubeon a "K25" ünnepségén. A Twitter követőinek a "#KylieFlower" hashtag 25.000-es tweetelésével kellett feloldaniuk a videót. Három nap alatt több mint 1 millióan tekintették meg a YouTube-on.
A Bild több hasonlóságot is felfedezett a "Where the Wild Roses Grow" videoklipjéből.

## Élő előadások
A "Flower" eredeetileg a KylieX2008 turnén is hallható volt, majd ezt követte az "I Believe in You" című dal ballada változata, mely a Live DVD-n is szerepelt. 2012 szeptemberében Minogue előadta a dalt a BBC Proms in the Park műsorában.

## Formátumok és számlista
CD single
1. "Flower"
2. "Flower" (Instrumental)

7" picture disc
1. "Flower"

## Slágerlista
| Slágerlista (2012)                    | Legjobb helyezések |
| ------------------------------------- | ------------------ |
| Belgium (Ultratip Flanders)           | 21                 |
| Belgium (Ultratip Wallonia)           | 37                 |
| Hollandia (Single Top 100)            | 51                 |
| Egyesült Királyság (UK Singles Chart) | 96                 |

## Megjelenések
| Ország             | Dátum                | Formátum               | Label        |
| ------------------ | -------------------- | ---------------------- | ------------ |
| Világszerte        | 2012. szeptember 25. | Digitális letöltés     | Parlophone   |
| Olaszország        | 2012. szeptember 28. | Contemporary hit radio | Warner Music |
| Egyesült Királyság | 2012. november 12.   | CD                     | Parlophone   |
| Egyesült Királyság | 2012. november 12.   | 7"                     | Parlophone   |